# فرودگاه تروته
تروته (به انگلیسی: Tērvete) یک فرودگاه نظامی است. این فرودگاه در کشور لتونی قرار دارد و در ارتفاع ۴۶ متری از سطح دریا واقع شده است.